# Мутвиця (притока Різні)
Му́твиця — мала річка в Україні, у Коростенському районі Житомирської області; права притока річки Різня (басейн річки Дніпро).

## Географія
Басейн річки Мутвиця розміщений в межах лісової зони Малинського району. Протікає по рівнинній території. Бере свій початок на висоті близько 160 м над рівнем моря за декілька кілометрів на захід від села Любовичі біля міжнародної автотраси М07 (Київ — Ковель — державний кордон з Польщею на прикордонному переході «Ягодин»). Тече у східному напрямку, перетинає південну частину села Любовичі та впадає на східній околиці села до річки Різня на 5 км від її гирла. Гирло Мутвиці знаходиться на висоті близько 127 м над рівнем моря. Довжина річки — 7 км; ґрунт дна — піщаний.

## Живлення
Живлення річки змішаного типу — поверхневі (дощові, снігові води) та підземні води.

## Використання
У басейні річки споруджена система меліоративних каналів. Використовується для технічного водопостачання.